# Sega Meganet

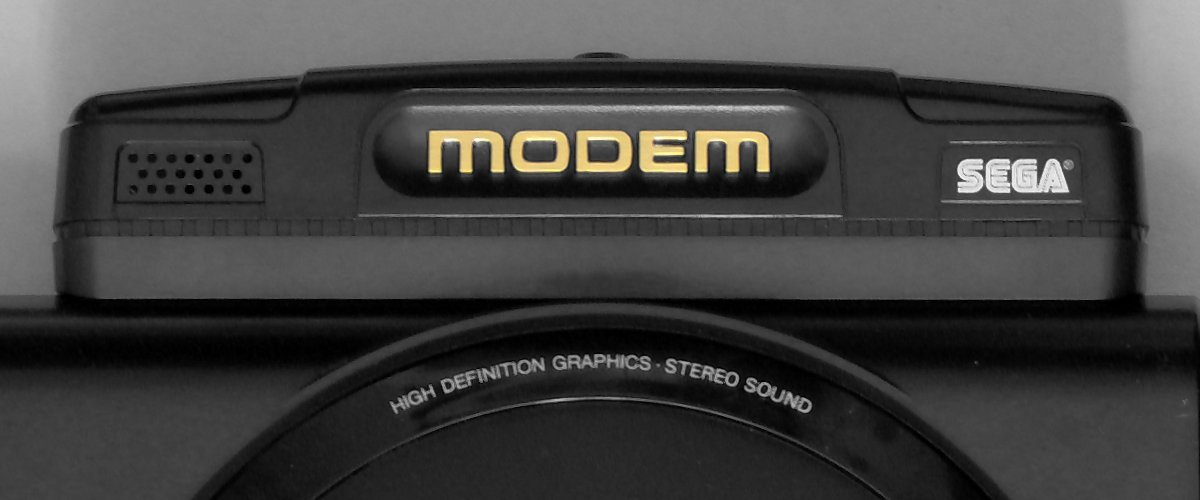
Sega Mega Modem collegato ad un Sega Mega Drive

Il Sega Meganet (anche noto come Net Work System) è stato un servizio online offerto dalla SEGA per il gioco in rete utilizzando la console Sega Mega Drive.

## Descrizione
Sega Meganet venne reso disponibile a partire dal 3 novembre 1990 solamente in Giappone e, successivamente, anche in Brasile. Era possibile accedere al servizio in seguito all'acquisto di un modem dedicato per il Sega Mega Drive e la sottoscrizione di un abbonamento che inizialmente costava 800 yen. Oltre alle funzionalità di gioco in rete, il servizio permetteva di scaricare alcuni videogiochi su un'apposita cartuccia denominata Sega Game Library (セガゲーム図書館?, Sega Game Toshokan).
Questa scheda permetteva ai giocatori iscritti di scaricare e riprodurre una piccola varietà di giochi commercializzati in Giappone.